# Ankershagen
Ankershagen ist eine Gemeinde im Landkreis Mecklenburgische Seenplatte in Mecklenburg-Vorpommern am Nordrand des Müritz-Nationalparks und führt  die Bezeichnung Schliemanngemeinde vor ihrem Namen.
Die Gemeinde wird vom Amt Penzliner Land mit Sitz in der Stadt Penzlin verwaltet. Seit dem 25. Juli 2010 trägt der Ort die offizielle Bezeichnung „Schliemanngemeinde Ankershagen“.

## Geografie
Ankershagen liegt unmittelbar am Müritz-Nationalpark auf einem eiszeitlichen Endmoränenrücken in Ost-West-Richtung, der die Wasserscheide zwischen den in die Ostsee und den in die Nordsee fließenden Gewässern bildet: Nach Norden fließen die Bäche in die Ostsee ab und nach Süden in die Nordsee (Havel/Elbe).

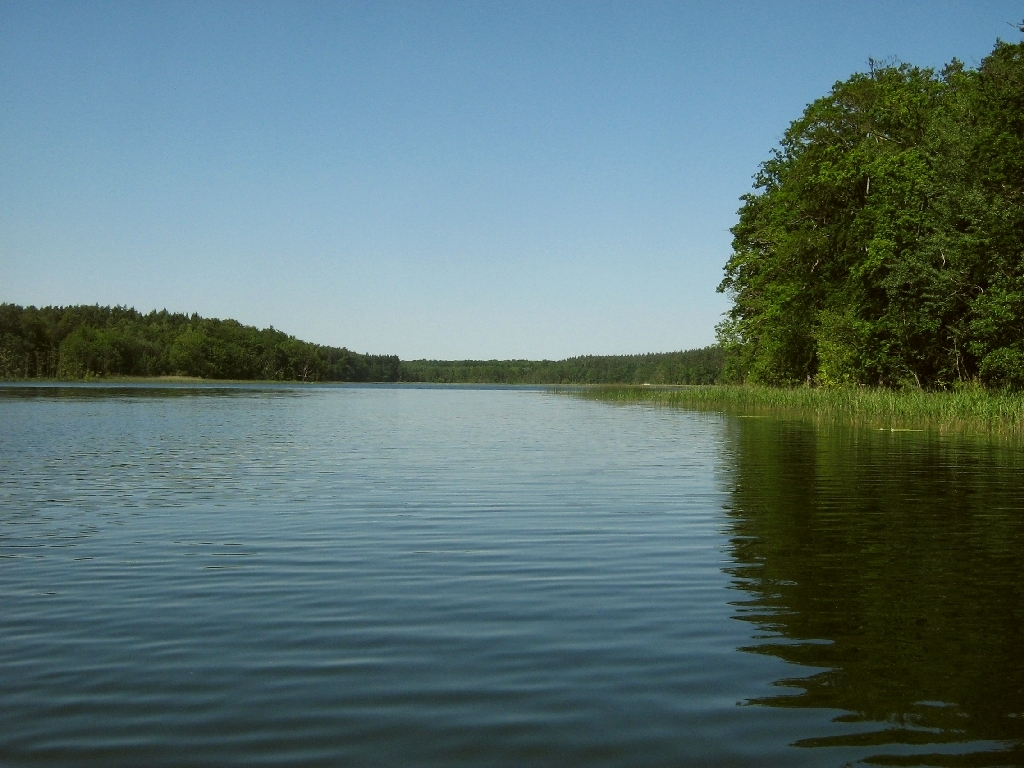
Mühlensee

Unweit von Ankershagen entspringt die Havel und fließt dann mehr als 300 Kilometer, bis sie die Elbe erreicht. Genau genommen entspringt die Havel in den drei Quellseen Born-, Trinnen- und Mühlensee, die früher Teile eines sehr viel größeren eiszeitlichen Rinnensees waren, dessen südliches Ende etwa an der Enge beim Ort Granzin (slawisch Grenze) zu suchen ist, also den Käbelicksee mit umfasst. Um eine Mühle zu betreiben, durchstachen wahrscheinlich schon im Frühmittelalter Mönche den östlichen Rand des Mühlensees, der damit in die Ostsee entwässert. Um Druck für die Mühle zu bekommen, stauten sie den Mühlensee im Süden durch einen heute noch deutlich sichtbaren Damm. Da dieser auf sumpfigem Untergrund liegt, gelang die Abdichtung nicht vollständig. Das Wasser, das heute aus der gemauerten Havelquelle sprudelt, sickert aus dem Südende des Mühlensees unter diesem Damm hindurch. Dieser entwässert also in Ost- und Nordsee. Die Ränder dieses Rinnensees sind durch zahlreiche bis zu 38 Meter über dem Seespiegel hohe Hügel gesäumt, die allesamt im Wald liegen und oben vergleichsweise flach sind. Der nördlichste ist der Warensberg (102,2 m ü. NHN), dessen Name sich aus germanischer Zeit herleitet – entweder vom Gott Wotan oder dem Stamm der Warnen. Östlich des Mühlensees hat einer dieser Hügel im Wald sogar eine (wahrscheinlich neuzeitliche – sie ist einfach zu gut erhalten) Viereckschanze. Von den anderen Hügeln, die von den Bauern als Ackerland und Weiden genutzt werden, ist dagegen keiner abgeflacht, auch nicht jener, auf dem die Königswiege liegt.

## Ortsteile
Zu Ankershagen gehören die Ortsteile Ankershagen, Bocksee, Bornhof, Friedrichsfelde und Rumpshagen.

## Geschichte
Megalithgräber und Gräber aus der Bronzezeit bezeugen bis in das 3. Jahrtausend v. Chr. die Anwesenheit von Menschen. Zwischen Bornhof und Bocksee findet sich eine Ansammlung von Hügelgräbern. Ein besonders hervorgehobenes Hügelgrab, Königswiege genannt, liegt etwa 500 Meter südlich von Friedrichsfelde. Der Sage nach hat hier vor langer Zeit ein König seine Lieblingstochter in einer goldenen Wiege begraben lassen.
Ankershagen wurde erstmals 1252 urkundlich erwähnt. Die Ruine der mittelalterlichen Burg Ankershagen und das daneben gelegene Herrenhaus, war über Jahrhunderte Sitz der Familie von Holstein. Der Ort war Teil des (Groß-)Herzogtums Mecklenburg-Schwerin. Die Wehrmauer wurde 1997 zum Teil erneuert. Im Jahr 1980 wurde im ehemaligen Pfarrhaus, wo Schliemann prägende Kindheitsjahre verlebte, das Heinrich-Schliemann-Museum eingerichtet.
Bornhof wurde erstmals am Anfang des 18. Jahrhunderts erwähnt, mit der Einrichtung einer Meierei.
Rumpshagen: Gutsbesitzer waren die Familien von Voß und von Gundlach. Das sanierte barocke Gutshaus Rumpshagen stammt von 1768. Nach 1945 diente das Herrenhaus zu Wohnzwecken und als Sitz der Gemeindeverwaltung; es wurde nach 2000 privatisiert und saniert.

## Politik

### Gemeindevertretung und Bürgermeister
Der Gemeinderat besteht (inkl. Bürgermeister) aus acht Mitgliedern. Die Wahl zum Gemeinderat am 26. Mai 2019 hatte folgende Ergebnisse:
| Partei/Bewerber                  | Prozent | Sitze |
| -------------------------------- | ------- | ----- |
| WG Bauernverband ländlicher Raum | 82,53   | 7     |
| Einzelbewerber von Helms         | 6,85    | 1     |

Bürgermeister der Gemeinde ist Thomas Will, er wurde mit 80,07 % der Stimmen gewählt.

### Wappen
| Wappen von Ankershagen | Blasonierung: „In Gold eine blaue Wellenleiste, begleitet: oben von fünf (2:3) grünen Eichenblättern, unten von einem roten Dreieckschild, darin ein goldener Anker.“ |
| Wappen von Ankershagen | Wappenbegründung: In dem Wappen nimmt die Symbolik mit der Wellenleiste Bezug auf die in der Nähe liegenden Havelquellseen und mit den Eichelblättern auf den umfangreichen Waldbestand der Umgebung. Mit dem Anker, dem 1342 nachweisbaren Siegelbild derer vom Anker, soll an den mutmaßlichen Gründer des gleichnamigen Ortes erinnert werden. Das Wappen und die Flagge wurde von dem Schweriner Heraldiker Heinz Kippnick gestaltet. Es wurde zusammen mit der Flagge am 11. Juni 2002 durch das Ministerium des Innern genehmigt und unter der Nr. 263 der Wappenrolle des Landes Mecklenburg-Vorpommern registriert. |

### Flagge
Die Flagge ist quer zur Längsachse des Flaggentuchs von Gelb, Grün und Gelb gestreift. Die gelben Streifen nehmen je ein Viertel, der grüne Streifen nimmt die Hälfte der Länge des Flaggentuchs ein. In der Mitte des Flaggentuchs liegt, zwei Drittel der Höhe des Flaggentuchs einnehmend, das Gemeindewappen. Die Länge des Flaggentuchs verhält sich zur Höhe wie 5:3.

### Dienstsiegel
Das Dienstsiegel zeigt das Gemeindewappen mit der Umschrift „SCHLIEMANNGEMEINDE ANKERSHAGEN • LANDKREIS MECKLENBURGISCHE SEENPLATTE“.

## Sehenswürdigkeiten
- Heinrich-Schliemann-Museum

Im Heinrich-Schliemann-Museum wird seit 1980 das Andenken des Troja-Entdeckers gepflegt. Für Kinder wurde vor dem im ehemaligen Pfarrhaus, dem Elternhaus Schliemanns, eingerichteten Museum als besondere Attraktion ein Spielgerät in Form eines Trojanischen Pferdes aufgestellt.
- Eine der größten Eschen Mecklenburg-Vorpommerns steht vor dem Museum, rechts davon das Wirtschaftsgebäude des Museums.
- Die Kirche Ankershagen ist eine frühgotische Feldsteinkirche mit Formteilen aus Backstein. Der quadratische Chor hat ein kuppelförmiges Kreuzrippengewölbe. Das Schiff wurde schon früh zur zweischiffigen Hallenkirche mit vier Jochen umgebaut. Das Kreuzrippengewölbe ruht auf drei quadratischen Pfeilern. Die Fenster sind nur in der Ostwand in ihrer ursprünglichen Form erhalten. Sie sind schmal, mit Rundbogen und spitzbogigen Blenden ausgeführt. Der Turm hat einen achtseitigen Fachwerkaufsatz. Schmuckfriese befinden sich in Kirchenschiff und Chor. Zur Inneneinrichtung gehört eine mit Beschlagwerk versehene hölzerne Taufe von 1618. Darüber hängt an der Wand ein lebensgroßes Kruzifix, dessen Korpus aus dem 15. Jahrhundert stammt.
- zweigeschossiges, elfachsiges Gutshaus Rumpshagen mit übergiebeltem Mittelrisalit und Mansarddach; Besonderheit: dekorativer Glasbruch im Putz; nach 1945 Wohnungen und Gemeinderäume, heute gut saniertes Wohnhaus
- kleine Dorfkirche in Rumpshagen von 1779 aus Feld- und Backstein
- Informationsstelle am Zugang zum Müritz-Nationalpark in Friedrichsfelde

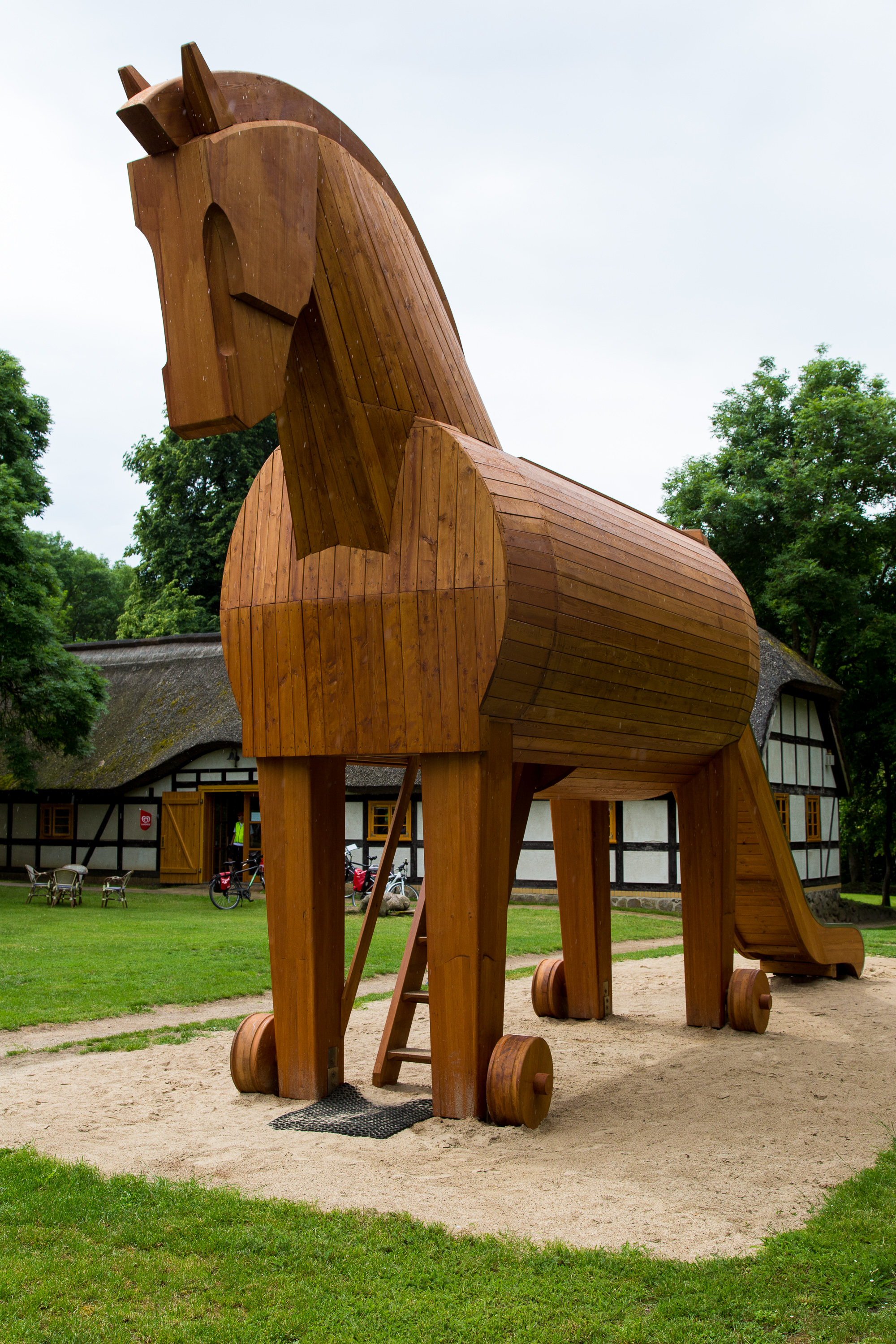
Trojanisches Pferd beim Museum
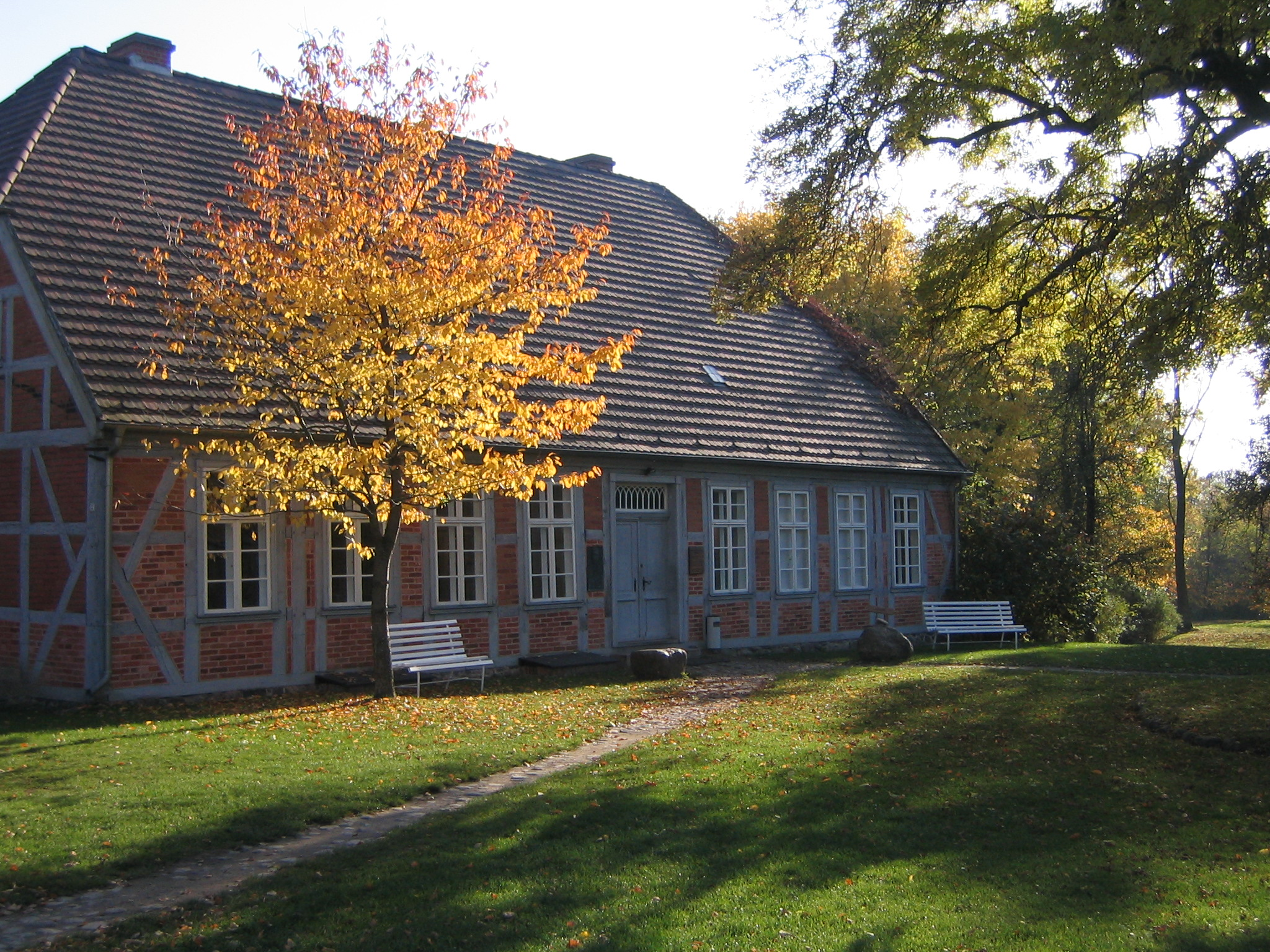
Heinrich-Schliemann-Museum, früher Pfarrhaus
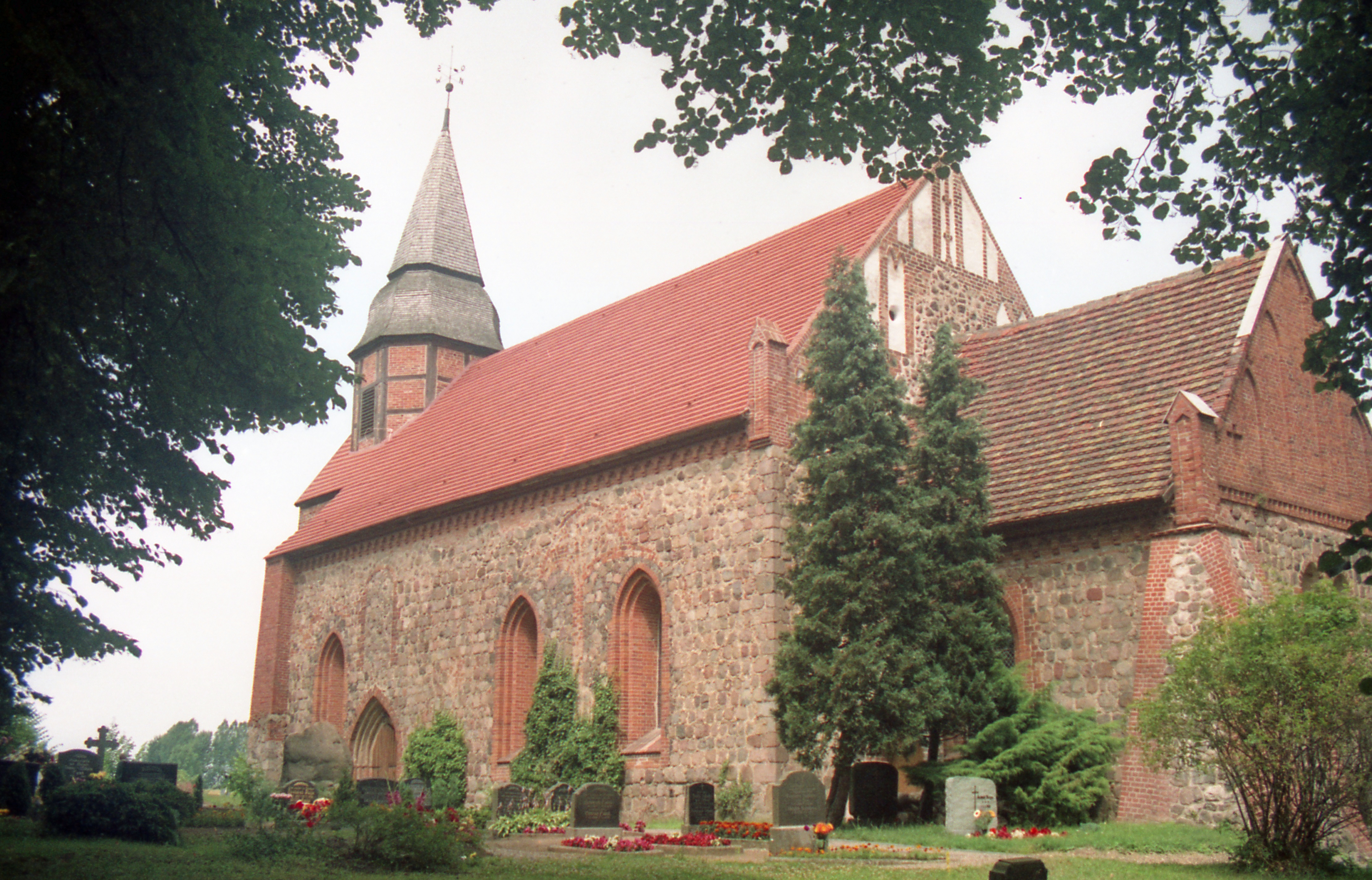
Dorfkirche Ankershagen
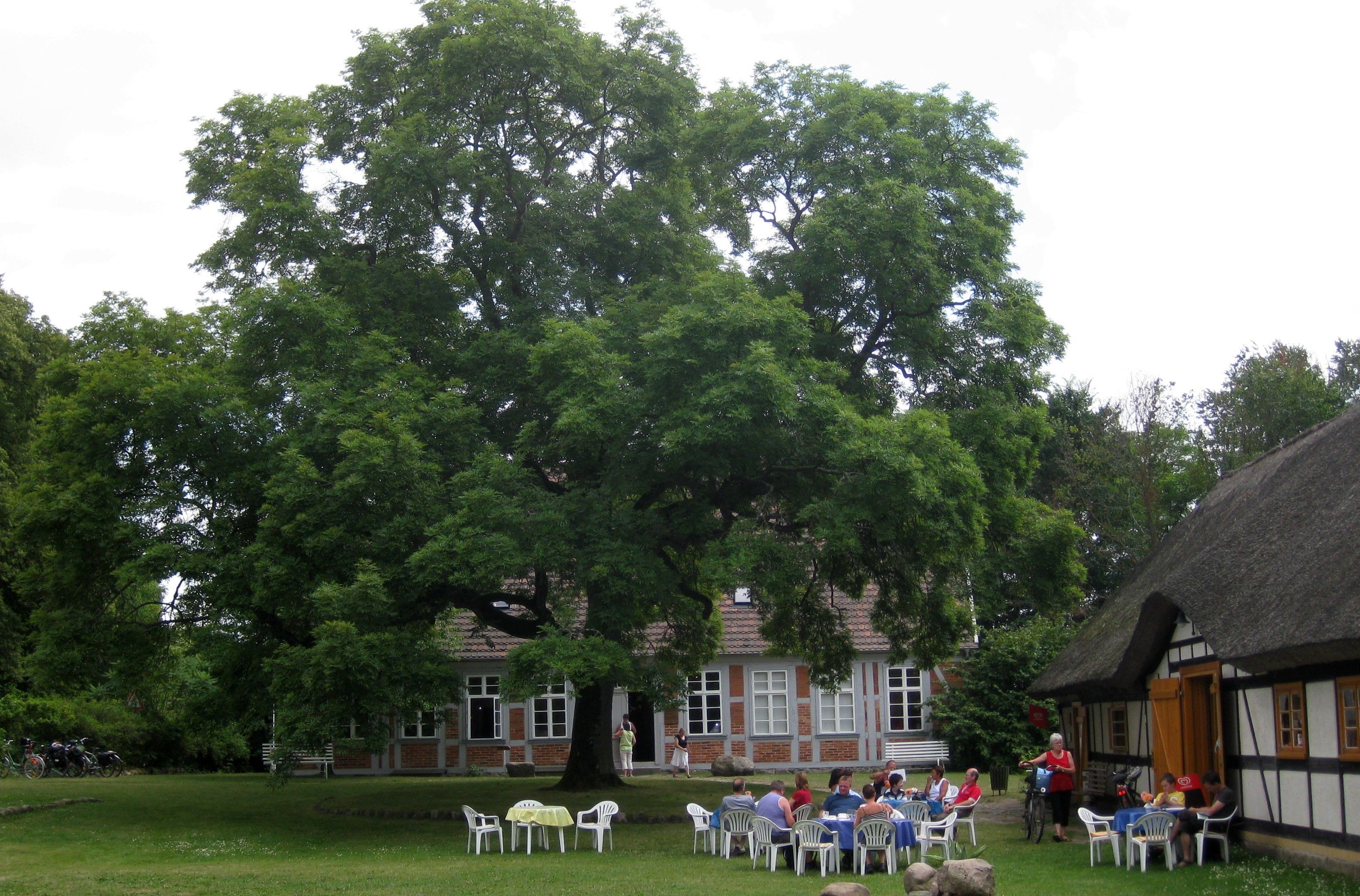
Esche in Ankershagen
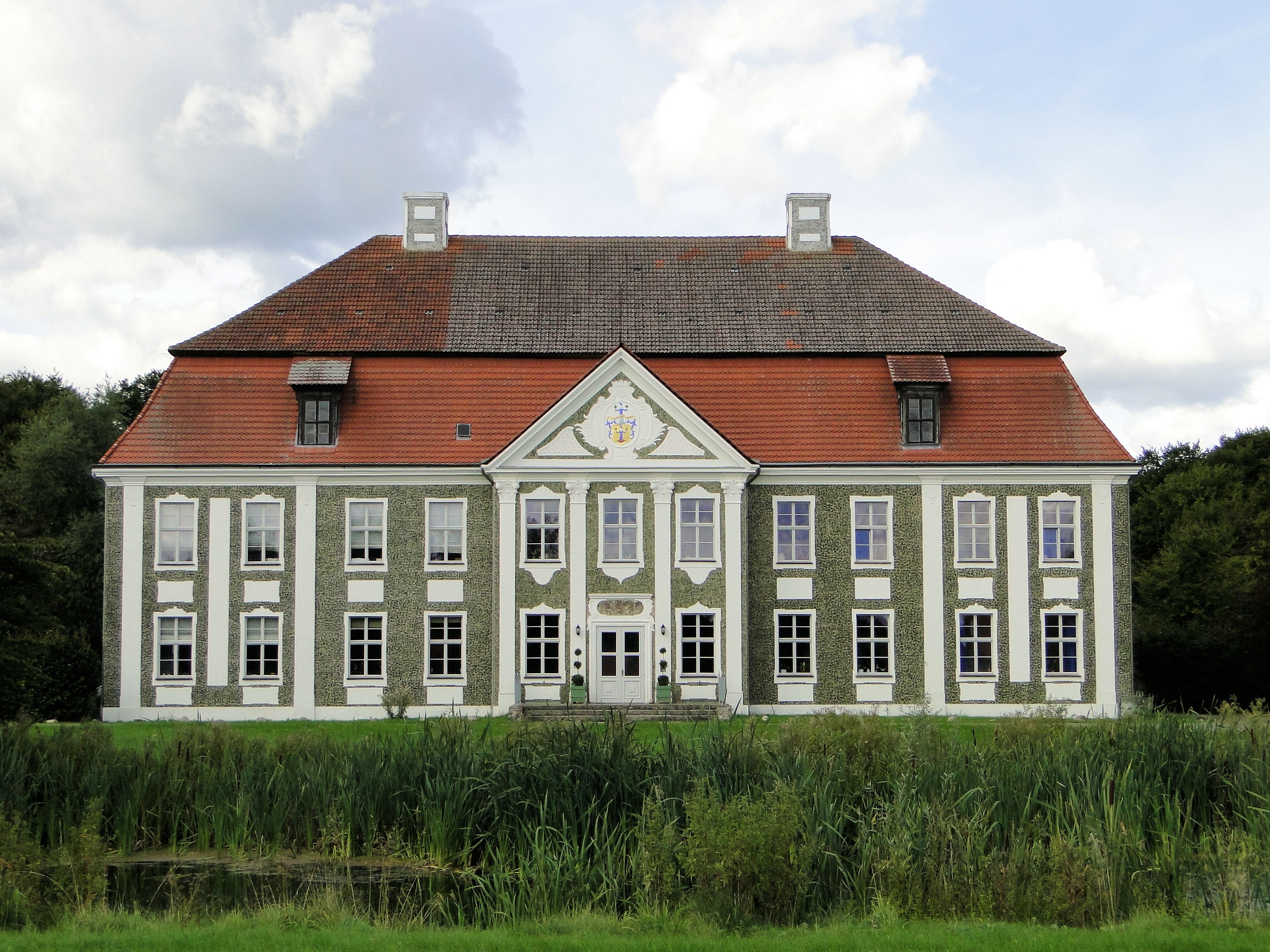
Gutshaus in Rumpshagen
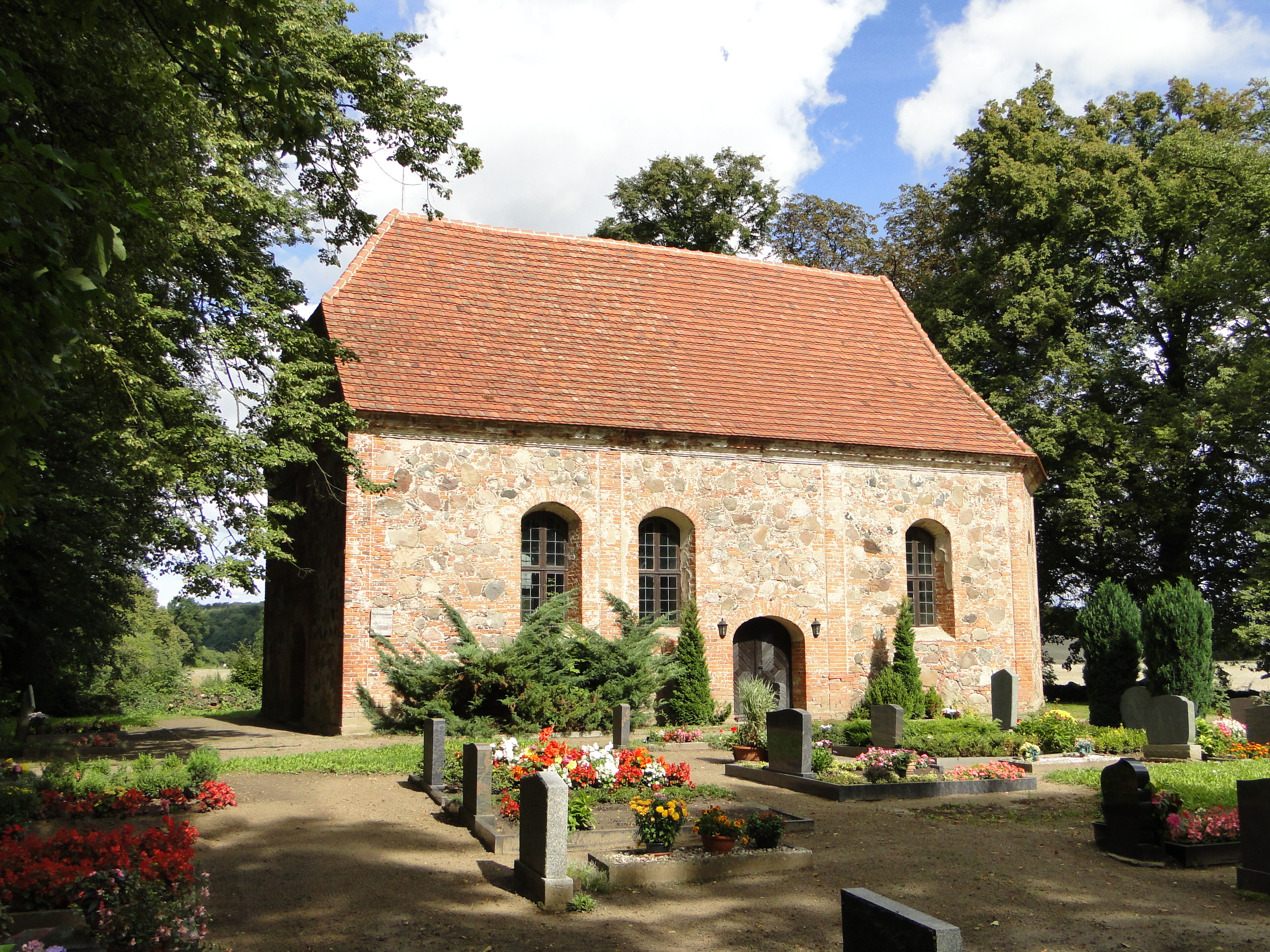
Kirche in Rumpshagen

## Havelursprung
Etwa 2,5 km südwestlich von Ankershagen befindet sich die Quelle der Havel. Auf Findlingen  angebrachte Wappen zeigen die Gemeinden, die der Fluss bis zur Einmündung in die Elbe durchfließt.

## Persönlichkeiten
- Emil von Rußdorf (1813–1868), Mediziner und Politiker
- Otto Held (1818–1897), Rittergutsbesitzer und Parlamentarier, wurde in Ankershagen geboren.
- Heinrich Schliemann (1822–1890), verlebte in Ankershagen einige Jahre seiner Kindheit.
- Johann Heinrich Voß (1751–1826), wirkte von 1769 bis 1772 als Hauslehrer in Ankershagen.